# Mycetophila pseudoaraucana
Mycetophila pseudoaraucana är en tvåvingeart som beskrevs av Duret 1986. Mycetophila pseudoaraucana ingår i släktet Mycetophila och familjen svampmyggor. Inga underarter finns listade i Catalogue of Life.